# Озгент
Озгент (каз. Өзкент, до 199? г. — Караша) — село в Жанакорганском районе Кызылординской области Казахстана. Административный центр Озгентского сельского округа. Код КАТО — 434057100.

## Население
В 1999 году население села составляло 975 человек (490 мужчин и 485 женщин). По данным переписи 2009 года, в селе проживало 1140 человек (578 мужчин и 562 женщины).